# Sancey-le-Long
Sancey-le-Long est une ancienne commune française située dans le département du Doubs en région Franche-Comté, faisant partie, depuis le 1er janvier 2016, de la commune nouvelle de Sancey, après sa fusion avec Sancey-le-Grand.
Les habitants de Sancey-le-Long sont appelés les Sancéens.

## Toponymie
Lont Sancey en 1310 ; Le Petit Sancey en 1443.

## Politique et administration
| Période                                  | Période          | Identité               | Étiquette | Qualité                         |
| ---------------------------------------- | ---------------- | ---------------------- | --------- | ------------------------------- |
| 1860                                     | 1876             | Joseph Désiré Receveur |           | -                               |
| 1876                                     | 1884             | Eugène Maldiney        |           | -                               |
| 1884                                     | 1912             | Virgile Girardet       |           | -                               |
| 1912                                     | 1915             | Paul Girardet          |           | Négociant, Mort pour la France  |
| 1915                                     | 1919             | Léon Cartier           |           | Adjoint faisant office de Maire |
| 1919                                     | 1935             | Charles Lément         |           | -                               |
| 1935                                     | 1946             | Alix Girardet          |           | -                               |
| 1946                                     | 1983             | Marcel Simonin         |           | -                               |
| 1983                                     | 1989             | Robert Palaticky       |           | Instituteur                     |
| 1989                                     | 2001             | Christiane Soulet      |           | -                               |
| mars 2001                                | 2008             | Germain Nedez          |           | Gendarme retraité               |
| mars 2008                                | 31 décembre 2015 | Yves Brand             | DVD       | Employé                         |
| Les données manquantes sont à compléter. |                  |                        |           |                                 |

## Démographie
L'évolution du nombre d'habitants est connue à travers les recensements de la population effectués dans la commune depuis 1793. À partir du 1er janvier 2009, les populations légales des communes sont publiées annuellement dans le cadre d'un recensement qui repose désormais sur une collecte d'information annuelle, concernant successivement tous les territoires communaux au cours d'une période de cinq ans. 
Pour les communes de moins de 10 000 habitants, une enquête de recensement portant sur toute la population est réalisée tous les cinq ans, les populations légales des années intermédiaires étant quant à elles estimées par interpolation ou extrapolation. Pour la commune, le premier recensement exhaustif entrant dans le cadre du nouveau dispositif a été réalisé en 2005,.
En 2013, la commune comptait 345 habitants, en évolution de −10,62 % par rapport à 2008 (Doubs : +2,04 %, France hors Mayotte : +2,49 %).
| 1793 | 1800 | 1806 | 1821 | 1831 | 1836 | 1841 | 1846 | 1851 |
| ---- | ---- | ---- | ---- | ---- | ---- | ---- | ---- | ---- |
| 261  | 201  | 349  | 356  | 453  | 452  | 459  | 432  | 459  |

| 1856 | 1861 | 1866 | 1872 | 1876 | 1881 | 1886 | 1891 | 1896 |
| ---- | ---- | ---- | ---- | ---- | ---- | ---- | ---- | ---- |
| 442  | 468  | 414  | 397  | 389  | 404  | 432  | 417  | 413  |

| 1901 | 1906 | 1911 | 1921 | 1926 | 1931 | 1936 | 1946 | 1954 |
| ---- | ---- | ---- | ---- | ---- | ---- | ---- | ---- | ---- |
| 403  | 415  | 382  | 353  | 329  | 326  | 319  | 309  | 307  |

| 1962 | 1968 | 1975 | 1982 | 1990 | 1999 | 2005 | 2010 | 2013 |
| ---- | ---- | ---- | ---- | ---- | ---- | ---- | ---- | ---- |
| 330  | 362  | 315  | 341  | 335  | 367  | 386  | 360  | 345  |

## Lieux et monuments
- Grotte de la Baume[7].
- Basilique Sainte-Jeanne-Antide, édifiée en 1932, année de la canonisation de la sainte par le pape Pie XII.

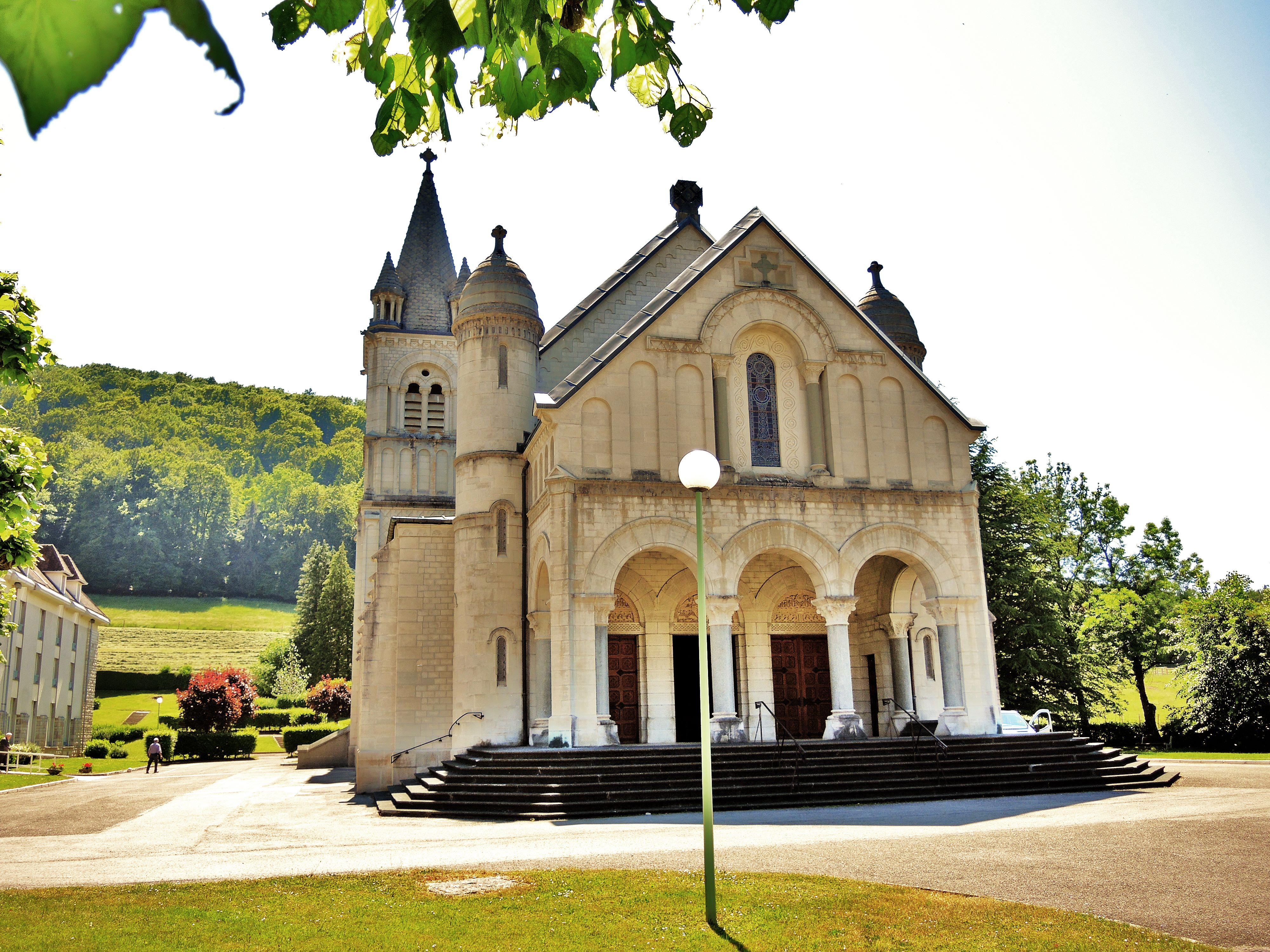
Basilique Sainte-Jeanne-Antide.
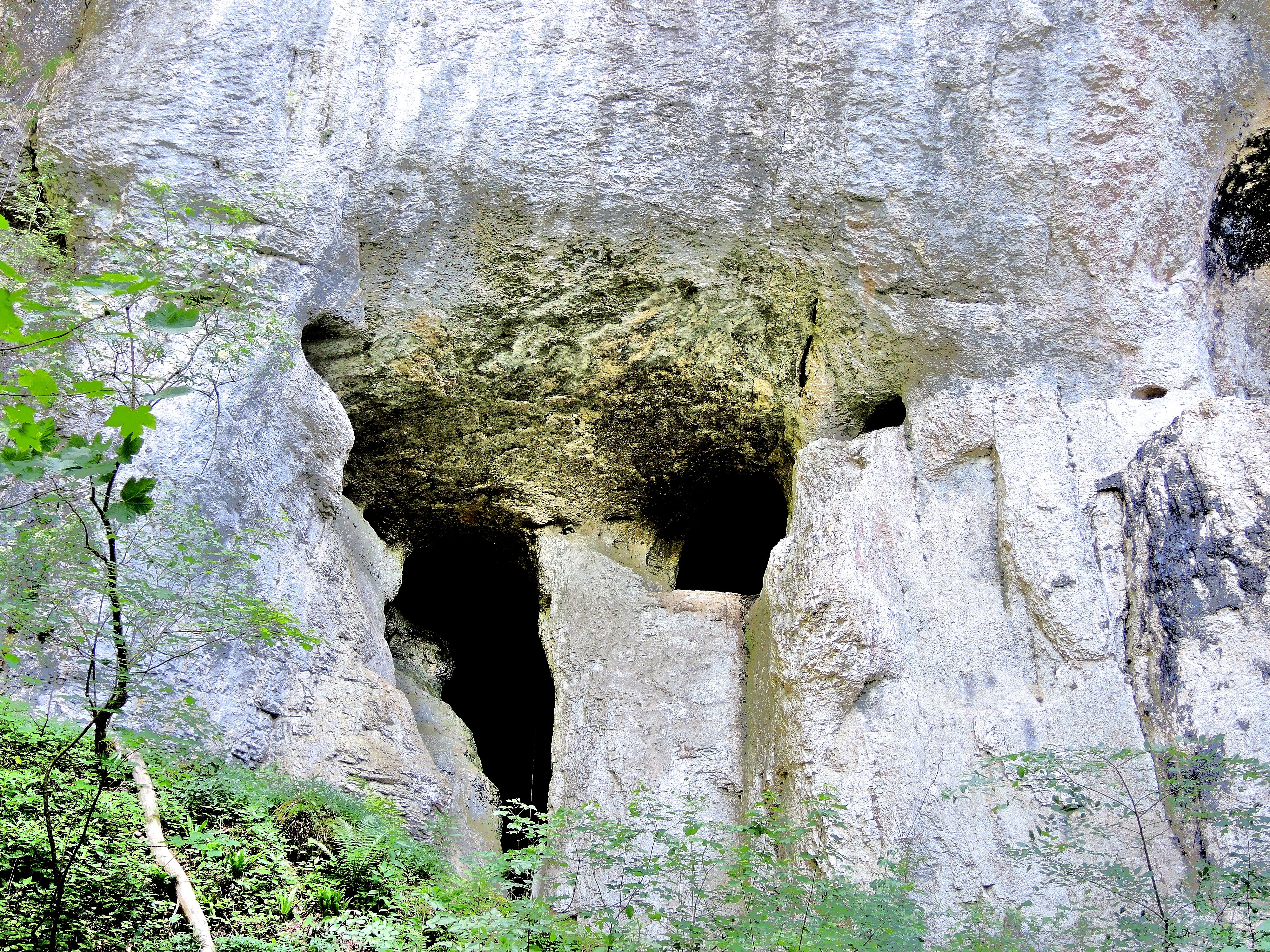
Grotte de la Baume.
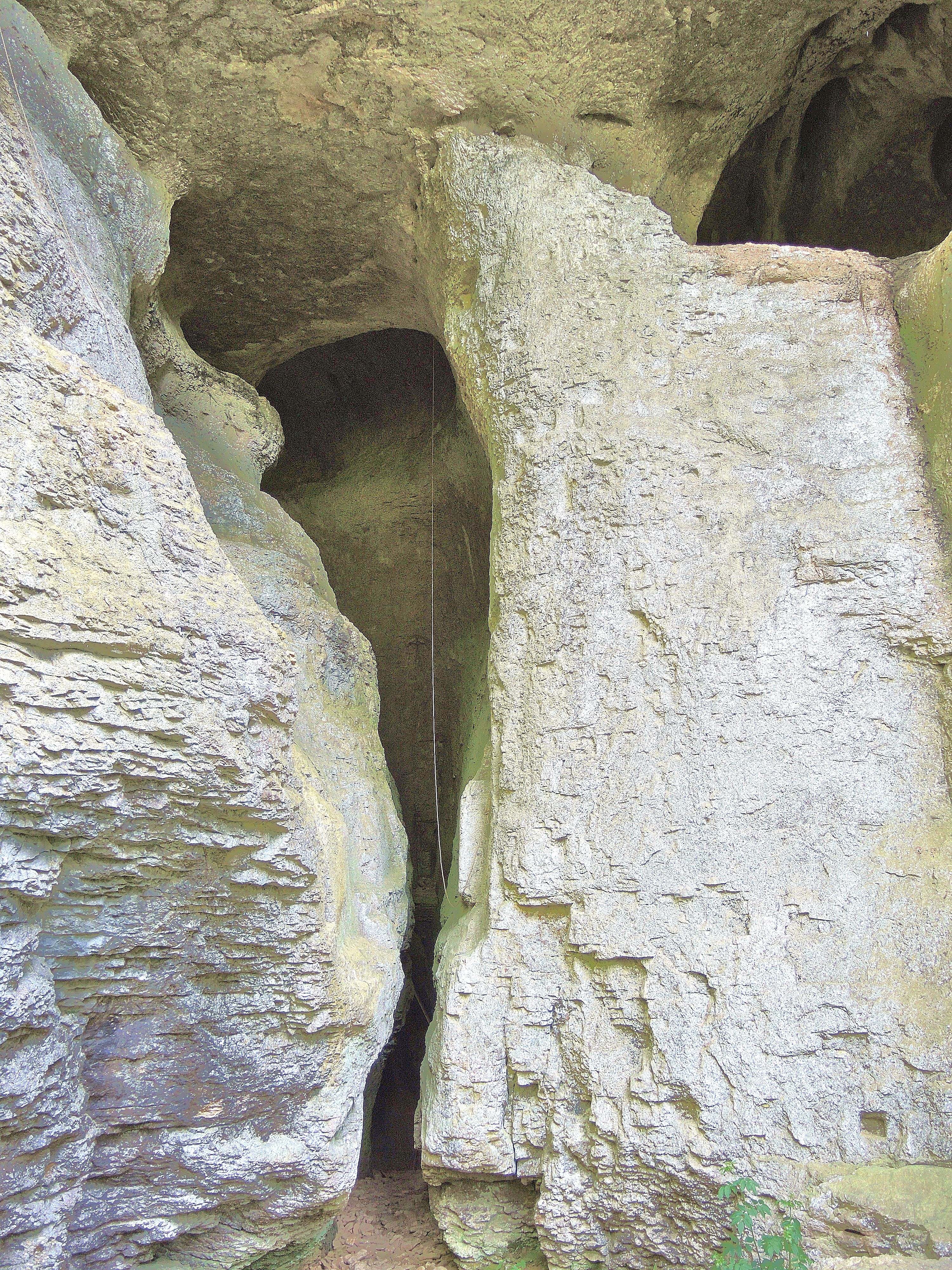
Grotte de la Baume.

## Personnalités liées à la commune
- Sainte Jeanne-Antide Thouret : fondatrice de la congrégation religieuse féminine des Sœurs de la charité de sainte Jeanne-Antide Thouret à Besançon le 11 avril 1799